# World Chess News
ChessTV ili Mitt i Schack (izvorni švedski naslov) je bila švedska televizijska emisija o šahu. Emitirana je od 2. kolovoza 2004. do 3. lipnja 2013. godine. Emitirana je 391 epizoda. Svaka epizoda trajala je 28 minuta. 
| Kanal                     | Razdoblje emitiranja          |
| ------------------------- | ----------------------------- |
| * Öppna Kanalen Stockholm | kolovoz 2004. - lipanj 2013.  |
| * Öppna Kanalen Skövde    | sve epizode                   |
| * Öppna Kanalen Malmö     | sve epizode                   |
| * Öppna Kanalen Göteborg  | sve epizode                   |
| * Öppna Kanalen Växjö     | sve epizode                   |
| * Öppna Kanalen Örebro    | sve epizode                   |
| * Öppna Kanalen Kumla     | sve epizode                   |
| * Öppna Kanalen Hallsberg | sve epizode                   |
| * Dream TV Systems        | kolovoz 2007. - svibnja 2008. |
| * Öppna Kanalen Uddevalla | sve epizode                   |
| * Öppna Kanalen Jönköping | kolovoz 2008. – 2012.         |

## Voditelji
- Adriana Krzymowska
- Antonia Krzymowska
- Amelia Krzymowska
- Alfred Krzymowski
- Albert Krzymowski
- Arne Johansson
- Bo Kyhle

## Vanjske poveznice
- Službene stranice  Arhivirana inačica izvorne stranice od 21. ožujka 2019. (Wayback Machine)
- Chess TV  Arhivirana inačica izvorne stranice od 4. ožujka 2010. (Wayback Machine) Prijašnje epizode